# Sergej Ignatow
Sergej Simeonow Ignatow, bułg. Сергей Симеонов Игнатов (ur. 6 sierpnia 1960 w Widinie) – bułgarski egiptolog, nauczyciel akademicki i polityk, w 2009 wiceminister, następnie do 2013 minister edukacji i nauki w rządzie Bojka Borisowa.

## Życiorys
Ukończył egiptologię na Leningradzkim Uniwersytecie Państwowym (1985). W 1994 na tej samej uczelni uzyskał stopień naukowy doktora. Od 1985 zatrudniony na Uniwersytecie Sofijskim im. św. Klemensa z Ochrydy, od 1997 na stanowisku profesora. W 1994 został wykładowcą Nowego Uniwersytetu Bułgarskiego, w latach 2002–2009 pełnił funkcję rektora tej uczelni. Od 2000 kierował również bułgarską misją naukową w Egipcie.
Zaangażował się w działalność polityczną w ramach partii GERB. Po jej zwycięstwie w wyborach parlamentarnych w 2009 wszedł do gabinetu Bojka Borisowa na stanowisko wiceministra edukacji. Kiedy trzy miesiące później jego przełożona Jordanka Fandykowa wygrała przedterminowe wybory na burmistrza Sofii, Sergej Ignatow objął urząd ministra, który sprawował do 2013. Powrócił następnie do pracy naukowej.